# Funke Akindele

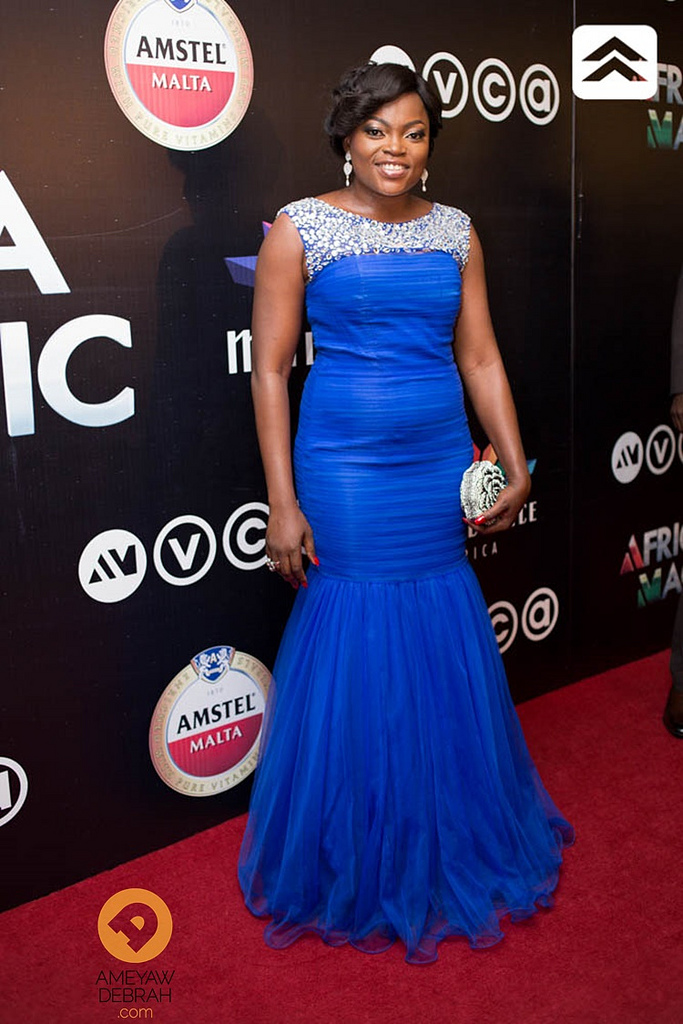

Funke Akindele hay tên đầy đủ là Akindele Olufunke Ayotunde (sinh ngày 24 tháng 8 năm 1977) là tên của một diễn viên người Nigeria.

## Lí lịch
Bà sinh ra ở Ikorodu, bang Lagos. Bà là người con thứ 2 trong gia đình 3 anh chị em (2 nữ 1 nam). Mẹ bà là một bác sĩ dược còn cha bà là một hiệu trưởng đã về hưu. Bà học tại trường đại học bách khoa bang Ogun, nay đổi tên thành trường đại học bách khoa Moshood Abiola và trường đại học Lagos ở bang Lagos rồi tốt nghiệp với bằng luật.

## Sự nghiệp
Bà bắt đầu sự nghiệp diễn xuất của mình khi tham gia vào quỹ liên hiệp dân số quốc gia, quỹ này tài trợ cho một tác phẩm hài kịch tình huống tên là I Need to Know, phát sóng từ năm 1998 đến năm 2002. Trong đó, bà đóng vai Bisi, một học sinh trung học tò mò nhưng vô cùng thông minh.
Năm 2009, bà xuất hiện trong bộ phim tên là Jenifa. Đó là một bước đột phá trong sự nghiệp của bà. Bà cũng thành lập một tổ chức phi chính phủ có tên Jenifa, tập trung vào việc phát triển tài năng và cung cấp đào tạo nghề cho những người trẻ tuổi..

## Đời tư
Vào ngày 26 tháng 5 năm 2012, bà kết hôn với Adeola Kehinde Oloyede. Tuy nhiên giữa hai người đều có nhiều bất đồng mà không thể hòa giải với nhau nên họ đã li hôn vào tháng 7 năm 2013. Tháng 5 năm 2016, bà tái hôn với một người hát rap người Nigeria tên là Abdul Rasheed Bello, nghệ danh của ông ấy là JJC Skillz. Hôn lễ diễn ra ở Luân Đôn.